# Hisopo (religión)

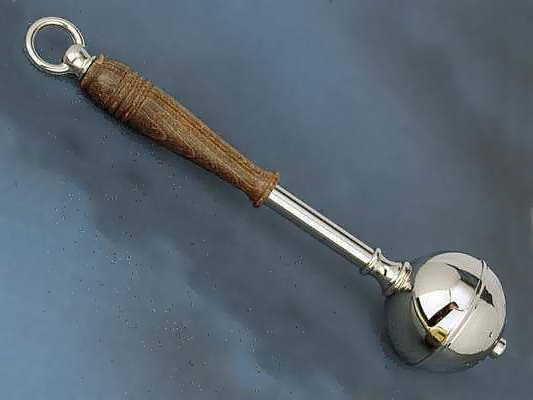
Hisopo metálico

En las liturgias cristianas, el hisopo (en hebreo: אזוב‎; en latín: hissopum)  o aspersorio es una varilla de madera o metal dotada en su extremo de una esfera metálica hueca, rellena de un material capaz de retener el agua. En ciertos momentos del ritual, en especial durante las bendiciones, y en la liturgia de la Vigilia pascual, un sacerdote sumerge el extremo del hisopo en un calderillo de agua bendita, denominado sítula, y esparce con él agua sobre las personas u objetos a los que se desea bendecir. En origen se usaba un ramillete de la planta olorosa conocida como hisopo.
Tanto el hisopo como la sítula suelen ser de metales preciosos, normalmente de  plata, a veces ricamente repujados. Ambos forman parte de la iconografía tradicional de santa Marta de Betania, la hermana de Lázaro.